# Hydrolea elatior
Hydrolea elatior är en tvåhjärtbladig växtart som beskrevs av Heinrich Wilhelm Schott. Hydrolea elatior ingår i släktet Hydrolea och familjen Hydroleaceae. Inga underarter finns listade i Catalogue of Life.